# Futsū no Joshikōsei ga Locodol Yattemita
Futsū no Joshikōsei ga Locodol Yattemita (普通の女子校生が【ろこどる】やってみた。 lit. Las chicas de ordinarias de secundaria trataron de ser Locodols?) conocido de manera corta como Locodol (ろこどる Rokodoru?) es una serie de manga yonkoma de género comedia escritos e ilustrados por Kōtarō Kosugi. Realizó su primera aparición en la revista Ichijinsha's Manga 4-Koma Palette en la edición del 2011. Una adaptación a serie anime realizado por Feel fue emitido entre julio y septiembre de 2014.

## Argumento
En la ciudad de Nagarekawa (流川市, Nagarekawa-shi?, "Fluyendo Ciudad de Río"), Nanako Usami, una chica de instituto normal, es llevada por su tío a un local de Idols, o "Locodol", asociado con el estudiante de último año Yukari Kohinata para formar parte de la unidad Idol, Nagarekawa Girls(流川ガールズ, Nagarekawa Gāruzu?). Mientras las chicas usan su talento para publicitar Nagarekawa y su negocio, se les une Yui Mikoze, quien actúa como la mascota local, y MIrai Nazukari, quien es la sustituta de Yui.

## Personajes
Nanako Usami (宇佐美 奈々子, Usami Nanako?)
Voz por: Miku Ito
Doblaje (Hispanoamérica): Desireé González
Una estudiante de primer año del instituto Nagarekawa quien termina convirtiéndose en una Locodol después de ser llevada por su tío. Normalmente es la más equilibrada del grupo, a veces preocupándose por cosas como su salario. Es zurda. Tiene la manía de tartamudear cuando está haciendo comprobaciones de micrófono, normalmente pronunciando su nombre como "Nanyako".
Yukari Kohinata (小日向 縁, Kohinata Yukari?)
Voz por: Sachika Misawa
Doblaje (Hispanoamérica): Jessica Ángeles
Es la compañera de Nanako en Nagarekawa Girls, quien viene de una familia rica y es estudiante de segundo año en el instituto Nagarekawa. Es la estudiante de último año de Nanako, y cuida mucho de ella. Es descrita como alguien que parece perfecta, pero es una cabeza hueca.
Yui Mikoze (三ヶ月 ゆい, Mikoze Yui?)
Voz por: Maya Yoshioka
Doblaje (Hispanoamérica): Sofía Baltazar
Es una estudiante de tercer año del instituto Nagarekawa que trabaja al mismo tiempo como la mascota, Uogokoro-kun (魚心くん?). Ella es particularmente fuerte, pudiendo realizar varias acrobacias con el traje puesto sin preocuparse por su peso.
Mirai Nazukari (名都借 みらい, Nazukari Mirai?)
Voz por: Inori Minase
Doblaje (Hispanoamérica): Jocelyn Robles
Una estudiante de primer año del instituto de Nanako y Yukari que es la encargada de sustituir a Uogokoro-kun para aligerar el peso del trabajo de Yui. Es una capacitada realizadora en el club de drama del instituto, sin embargo, es normalmente tímida.
Saori Nishifukai (西深井 沙織, Nishifukai Saori?)
Voz por: Asami Shimoda
Doblaje (Hispanoamérica): María Fernanda Morales
La mánager de las Nagarekawa Girls que usa secretamente sus fotografías que toma de los eventos para su propio club de fanes.
Shouko Noda (野田 硝子, Noda Shōko?)
Voz por: Shiori Izawa
Doblaje (Hispanoamérica): Mariana Vasán
Es la compañera de Nanako con el pelo corto y de color bermellón, que lleva dos trenzas.
Satsuki Kashiwaba (柏葉 さつき, Kashiwaba Satsuki?)
Voz por: Mikako Izawa
Doblaje (Hispanoamérica): María García
Compañera de Nanako rubia.
Misato Mizumoto (水元 美里, Mizumoto Misato?)
Voz por: Minami Tsuda
Doblaje (Hispanoamérica): Polly Huerta
Compañera de Nanako con una coleta.
Sumire Mihara (美原 菫, Mihara Sumira?)
Voz por: Eriko Matsui
Doblaje (Hispanoamérica): Daniela Neach
Prima de Yukari y compañera de clase.
Mitsugu Oota (太田 貢, Ōta Mitsugu?)
Voz por: Takehiro Murozono
Doblaje (Hispanoamérica): Roberto Carrillo
El tío de Nanako, que es el alcalde. Es el encargado de reclutar a las Locodols y fue su anterior mánager hasta que Saori fue contratada.
Tatsuya Usami (宇佐美 達也, Usami Taysuya?)
Voz por: Toshinobu Iida
Doblaje (Hispanoamérica): Abraham Toscano
El padre de Nanako.
Tomoko Usami (宇佐美 智子, Usami Tomoko?)
Voz por: M.Un.O
Doblaje (Hispanoamérica): Karen Fonseca
La madre de Nanako. Tiene un trabajo a media jornada como cajera.[ep 1]
Awa Awa Girls
Aoi Anan (阿南 葵 Anan Aoi) , Tsubasa Tsurugi (鶴木 つばさ Tsurugi Tsubasa) , and Miyako Mima (美馬 都 Mima Miyako)
Voces por: Asami Imai, Tomoyo Kurosawa, and Emi Nitta
Las Awa Awa Girls (Estilizadas como AWA2GiRLS), son un grupo Locodolde la ciudad Tokunami. Habiendo ganado el año anterior, el grupo ha realizado apariciones internacionales por televisión. Sin embargo, después de conocer a las Nagarekawa Girls, se dieron cuenta de la importancia de representar a su ciudad natal.

## Medios de comunicación

### Manga
Futsū Ningún Joshikōsei ga Locodol Yattemita es un cómic de cuatro tableros cinta manga escrito e ilustrado por Kōtarō Kosugi. Originalmente apareció en la revista Ichijinsha Manga 4-Koma Palette  entre octubre y diciembre de 2011, y entonces más tarde comenzó su serialización con la edición de abril de 2011. El primer tanqueōbon estuvo publicado por Ichijinsha el 22 de enero de 2013, y tres volúmenes han fueron publicados el 31 de julio de 2014. Una edición especial del tercer volumen fue lanzada en conjunto con una obra en CD.

### Anime
Un anime de 12 capítulos fue producido por Feel y emitidos en TBS entre el 3 de julio de 2014 y el 18 de septiembre de 2014 y fue simultáneamente emitido fuera de Asia por Crunchyroll. Un episodio de animación de vídeo original estuvo incluido en el primer disco Blu-ray/DVD liberado el 24 de septiembre de 2014 y fue emitido en Crunchyroll el 3 de diciembre de 2014. El tema de apertura es "Mirai Charanga" (ミライファンファーレ?, Charanga Futura) por Nagarekawa Chicas (Miku Itō y Sachika Misawa) y el tema final es "Mirai Shōjotachi" (未来少女たち?, Chicas Futuras) por Miku Itō, Sachika Misawa, Maya Yoshioka, y Inori Minase. Las canciones de tema fueron lanzadas el 30 de julio de 2014, con la aparición de Miku Ito en Nagarekawa, la ciudad ficticia en la cual Nagakarewa está basada. Las canciones del personaje fueron lanzadas el 27 de agosto de 2014.
A finales del 2016, el canal mexicano TVMAS lo transmitió en idioma original subtitulado. En marzo de 2017, el canal chileno ETC lo transmitió de la misma forma, en un bloque llamado "Anime Subtitulado", siendo el primero en la historia de este canal (junto con el corto Encouragement of Climb).

#### Venta local
La serie fue pasada a DVD y Blu-ray en siete volúmenes. El primer volumen contiene una OVA de larga duración especial y seis tarjetas ilustradas.
| Volumen   | Volumen | Episodios                | [ 13 ] |
| --------- | ------- | ------------------------ | ------ |
| Volumen 1 | 1, OVA  | 24 de septiembre de 2014 |        |
| Volumen 2 | 2, 3    | 29 de octubre de 2014    |        |
| Volumen 3 | 4, 5    | 26 de noviembre de 2014  |        |
| Volumen 4 | 6, 7    | 24 de diciembre de 2014  |        |
| Volumen 5 | 8, 9    | 28 de enero de 2015      |        |
| Volumen 6 | 10, 11  | 25 de febrero de 2015    |        |
| Volumen 7 | 12      | 25 de marzo de 2015      |        |